# Phylidorea (Phylidorea) subpoetica
Phylidorea (Phylidorea) subpoetica is een tweevleugelige uit de familie steltmuggen (Limoniidae). De soort komt voor in het Palearctisch gebied.